# Kuželov
 Kuželov [ˈkuʒɛlɔv] (deutsch Kuschelau, früher Kuzelau) ist eine Gemeinde in Tschechien. Sie liegt 16 Kilometer südöstlich von Veselí nad Moravou und gehört zum Okres Hodonín.

## Geographie
Kuželov erstreckt sich im westlichen Teil der Weißen Karpaten am Rande des Landschaftsschutzgebietes CHKO Bílé Karpaty im Tal des Baches Kuželovský potok. Zweieinhalb Kilometer südlich befindet sich die slowakischen Grenze.  Südlich des Dorfes entspringt die Teplica. Nördlich erheben sich die Hájova (354 m) und Dlouha hora (375 m), im Nordosten der Háj (573 m), östlich der Léšť (418 m), südöstlich die Bojiště (438 m), im Süden der Stráň (550 m), südwestlich die Kobyla (583 m), im Westen die Čertoryje (442 m) und nordwestlich der Výzkum (439 m) und Vrchy (340 m).
Nachbarorte sind Louka im Norden, Velká im Nordosten, Javorník im Osten, Vrbovce im Süden, Radějov im Westen sowie Tvarožná Lhota, Kněždub, Malá Vrbka und Hrubá Vrbka im Nordwesten.

## Geschichte
Die erste schriftliche Erwähnung des Dorfes erfolgte im Jahre 1406. Zu Beginn des 16. Jahrhunderts erwarb Jan von Kunovice das Dorf und schlug es seiner neuen Herrschaft Ostroh zu. In der Umgebung von Kuželov bestanden bis ins 17. Jahrhundert auch Weinberge. Bis zur Mitte des 19. Jahrhunderts blieb das Dorf immer nach Ostroh untertänig.
Nach der Ablösung der Patrimonialherrschaften bildete Kůželová/Kuzelau ab 1850 eine Gemeinde in der Bezirkshauptmannschaft Göding und dem Gerichtsbezirk Strážnice. Zu Ende des 19. Jahrhunderts wurde das Dorf als Kůželov und Kůželové bezeichnet, seit Beginn des 20. Jahrhunderts setzt sich der heutige Ortsname durch. Zwischen 1949 und 1960 gehörte die Gemeinde zum Okres Veselí nad Moravou und kam nach dessen Auflösung wieder zum Okres Hodonín zurück. Am Bojiště entstand 1990 eine Windkraftanlage. Nach der Teilung der Tschechoslowakei wurde Kuželov 1993 zum Grenzort zur Slowakei. Der auf dem südöstlichen Kataster von Kuželov gelegene Bahnhof Vrbovce an der Bahnstrecke Nové Mesto nad Váhom–Veselí nad Moravou wurde zum Grenzbahnhof. Im Zuge einer Grenzbereinigung wurden 1997 der Bahnhof und die umliegenden Flurstücke an die Slowakei abgetreten und dem Kataster von Vrbovce zugeordnet.
Im Juli findet das jährliche Folklore-Festival der Horňácko-Region statt.

## Wappen
Blasonierung: „Geteilt von Rot und Gold, oben zwei zugewandte spitzgewinkelte gepanzerte goldene Arme, einen goldenen Krummsäbel haltend, unten ein erhöhter schwarzer Balken, alles belegt mit einer aufsteigenden blauen Spitze, darin unter einem achtstrahligen goldenen Stern eine konische silberne Windmühle mit rotem Kegeldach, mittiger schwarzer Tür und Fenster darüber und einem auf "X" (Feierabend) stehenden goldenen Flügelkreuz mit symmetrischen konischen sechssprossigen Segelgatterflügeln.“

## Sehenswürdigkeiten

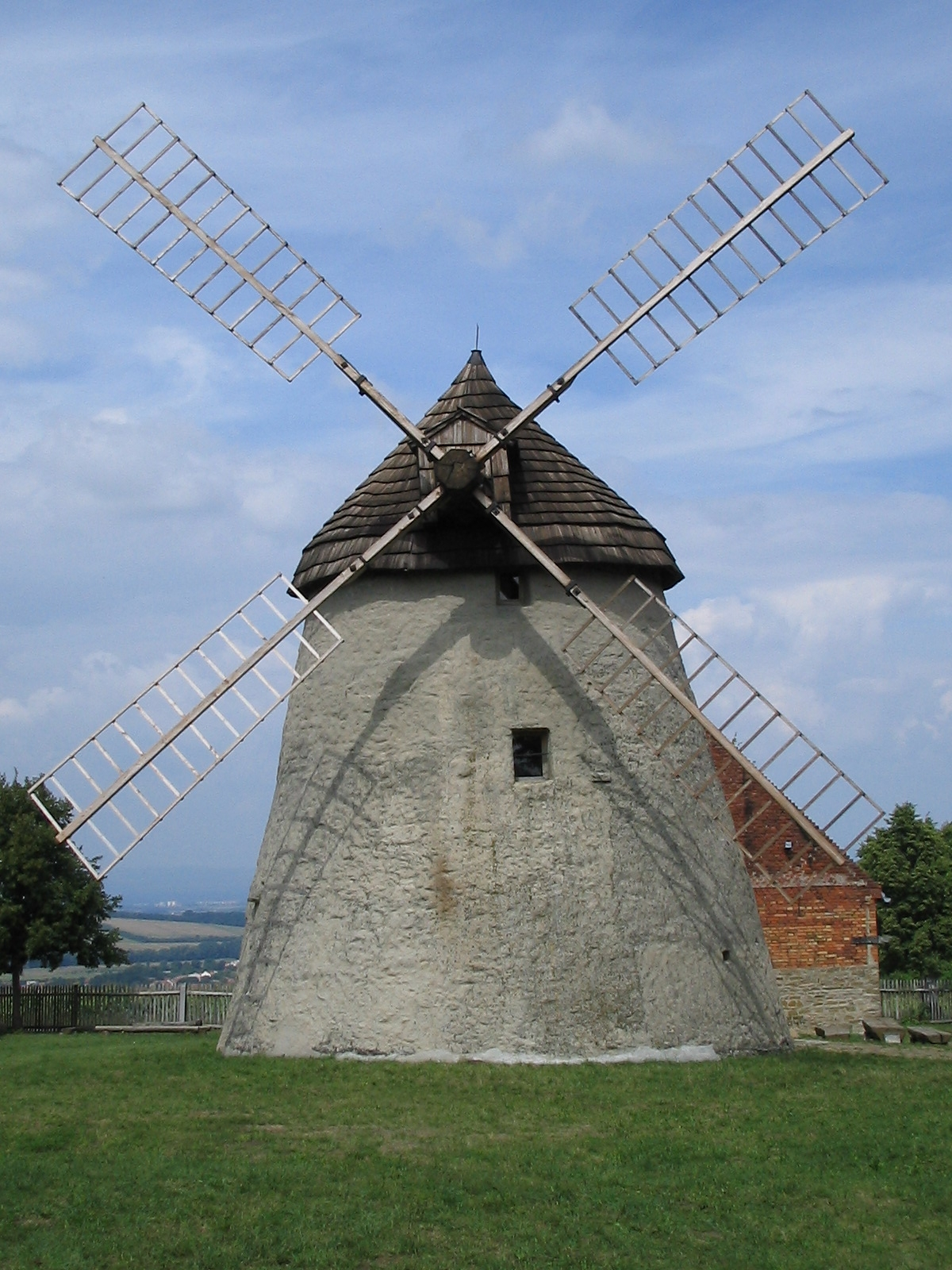
Windmühle in Kuželov

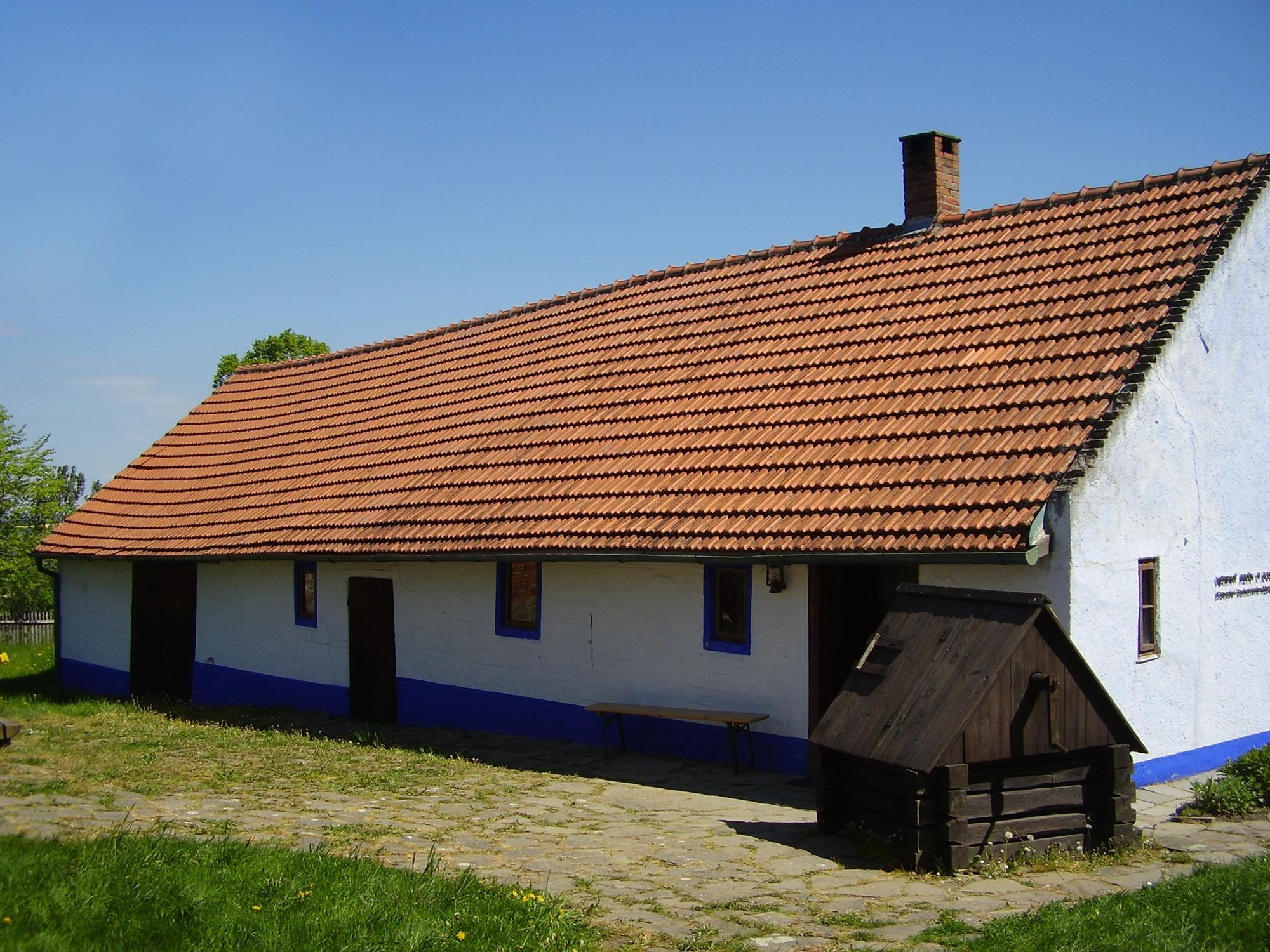
Freilichtmuseum

- Das bedeutendste, weithin sichtbare Baudenkmal ist die Alte Mühle (Starý Mlýn) bzw. Windmühle in Kuželov (Větrný mlýn v Kuželově) auf einer Anhöhe südöstlich vor dem Ortseingang. Die 1842 errichtete Holländerwindmühle besitzt einen konisch gemauerten, ca. sieben Meter hohen Mühlenturm aus Feldstein, drei Böden und ein drehbares Holzschindeldach. 1904 kaufte Johann (Jan) Kašík die Mühle. 1906 wurde das Wohngebäude neben der Mühle erbaut, später Scheune und Stallungen. Bis 1918 mahlte sie Korn, zuletzt wurde nur geschrotet. Nach erneuertem Einsatz durch Johann Kašíks Sohn Friedrich (Bedřich Kašík) wurde sie 1946 gänzlich geschlossen. Seitdem begann der Mühlenverfall. Der letzte Müller starb 1971. 1963 kam die Mühle unter Denkmalschutz, 1964 wurde das Flügelkreuz repariert. 1973–77 erfolgte durch das Technische Museum in Brünn (Technické muzeum v Brně) eine Totalrestaurierung mit intaktem Mahlwerk, die Mühle wurde der Öffentlichkeit zugänglich gemacht. 2001 erschien die alte Windmühle auf einer tschechischen Briefmarke. Seit 1977 befindet sich in den alten Wirtschaftsgebäuden von 1906 in unmittelbarer Nähe der Mühle ein Freilichtmuseum (Skanzem u větrného mlýnu v Kuželově).

- Barocke Kirche der hl. Dreifaltigkeit, erbaut 1768
- Kapelle im Unterdorf